# Зеленецкая (губа)
Зеленецкая (Зеленецкая Дальняя, Зеленцы — от помор. зеленец — зелень) — губа на Мурманском берегу Баренцева моря. Открыта к северу, вдаётся в северную часть Кольского полуострова на 2 км, ширина у входа 1,9 км. Максимальная глубина около 50 м.
Расположена в 102 км к востоку от Кольского залива, в 7 км к северо-западу от губы Шельпинской. В губе расположены Зеленецкие острова (11 островов, из них 5 более крупных). В залив впадает несколько небольших ручьёв.
Берега губы местами обрывисты, высотой до 77 м. Средняя величина прилива в Зеленецкой губе — 4 м.
С начала XVII века Зеленецкая губа — место расположения рыбацкого становища. С 1935 года — место размещения Мурманской биологической станции АН СССР, а с 1958 года - Мурманского морского биологического института (ММБИ АН СССР). После перевода ММБИ в Мурманск с 1989 года здесь располагается сезонная биологическая станция ММБИ. В середине XX века на берегах губы действовал рыболовный колхоз «Зеленцы».
На восточном берегу губы, на перешейке с губой Ярнышной расположен населённый пункт Дальние Зеленцы. В 1920—1960 годах на берегах губы находилось село Зеленцы Даровые. Бухта относится к Кольскому району Мурманской области России.